# Lockhart River Shire
Lockhart River Shire är en kommun i Australien. Den ligger i delstaten Queensland, omkring 1 900 kilometer nordväst om delstatshuvudstaden Brisbane. Antalet invånare var 712 vid folkräkningen 2016.